# NBA-Draft 1967
Der NBA-Draft 1967 wurde am 3. Mai 1967 im Madison Square Garden von New York City durchgeführt. Er bestand aus 20 Runden und es wurden insgesamt 162 Spieler ausgewählt. Die College-Spieler wurden an 12 Teams verteilt. Voraussetzung war, dass man vier Jahre das College besucht hatte oder, dass der jeweilige Jahrgang seinen Abschluss gemacht hatte. Die ersten beiden Picks wurden den beiden schlechtesten Teams der vorherigen Saison zugeteilt. Diese Teams waren die Baltimore Bullets und die Detroit Pistons, sie wurden jeweils letzter in ihrer Division. Welches Team den ersten und welches den zweiten Pick erhalten würde, wurde per Münzwurf entschieden. Die Detroit Pistons erhielten den ersten Pick und Baltimore den zweiten. Die restlichen Spieler wurden in umgekehrter Reihenfolge der Endstände der vorherigen Saison an die Teams verteilt. Die San Diego Rockets und Seattle SuperSonics waren der NBA neu beigetreten und standen vor ihrer ersten Saison. Daher erhielten sie den sechsten und siebten Pick der ersten Runden und jeweils die beiden letzten Spieler in den folgenden Runden.
Jimmy Walker vom Providence College wurde als erster von den Pistons gedraftet. Earl Monroe, der spätere Gewinner des Rookie of the Year Awards, wurde an zweiter Stelle von Baltimore gedraftet. Monroe und Walt Frazier waren die erfolgreichsten Spieler dieses Jahrgangs. Sie wurden zusammen NBA-Champion mit den New York Knicks im Jahre 1973, kamen in die Auswahl der 50 Greatest Players in NBA History und sogar in die Naismith Memorial Basketball Hall of Fame. Zusammen mit Jimmy Walker und Bob Rule sind sie auch die einzigen Spieler aus diesem Jahrgang die an einem NBA All-Star Game teilnahmen. Mel Daniels, der sich dafür entschied in der ABA, wurde dort zum MVP gewählt und war einer der besten Spieler der ABA.
Pat Riley und Phil Jackson wurden nach ihrer aktiven Karriere sehr erfolgreiche Trainer in der NBA. Riley gewann dreimal hintereinander den Coach of the Year Award, was außer ihm nur Don Nelson gelang. Jackson ist mit 11 NBA-Championships (6 mit den Chicago Bulls und 5 mit den Los Angeles Lakers) der erfolgreichste Trainer in der NBA-Geschichte. Beide wurden im Rahmen der Benennung der 50 Greatest Players in NBA History jeweils als einer der Top 10 Coaches benannt. Des Weiteren wurden sie als Trainer in die Naismith Memorial Basketball Hall of Fame aufgenommen.
Der erste Pick, Jimmy Walker, wurde ebenfalls in der NFL als letzter gedraftet und der erste Pick des NFL-Draft, Bubba Smith, wurde ebenfalls in der NBA gedraftet. Beide bestritten aber kein Spiel in der jeweils anderen Liga.

## Draft

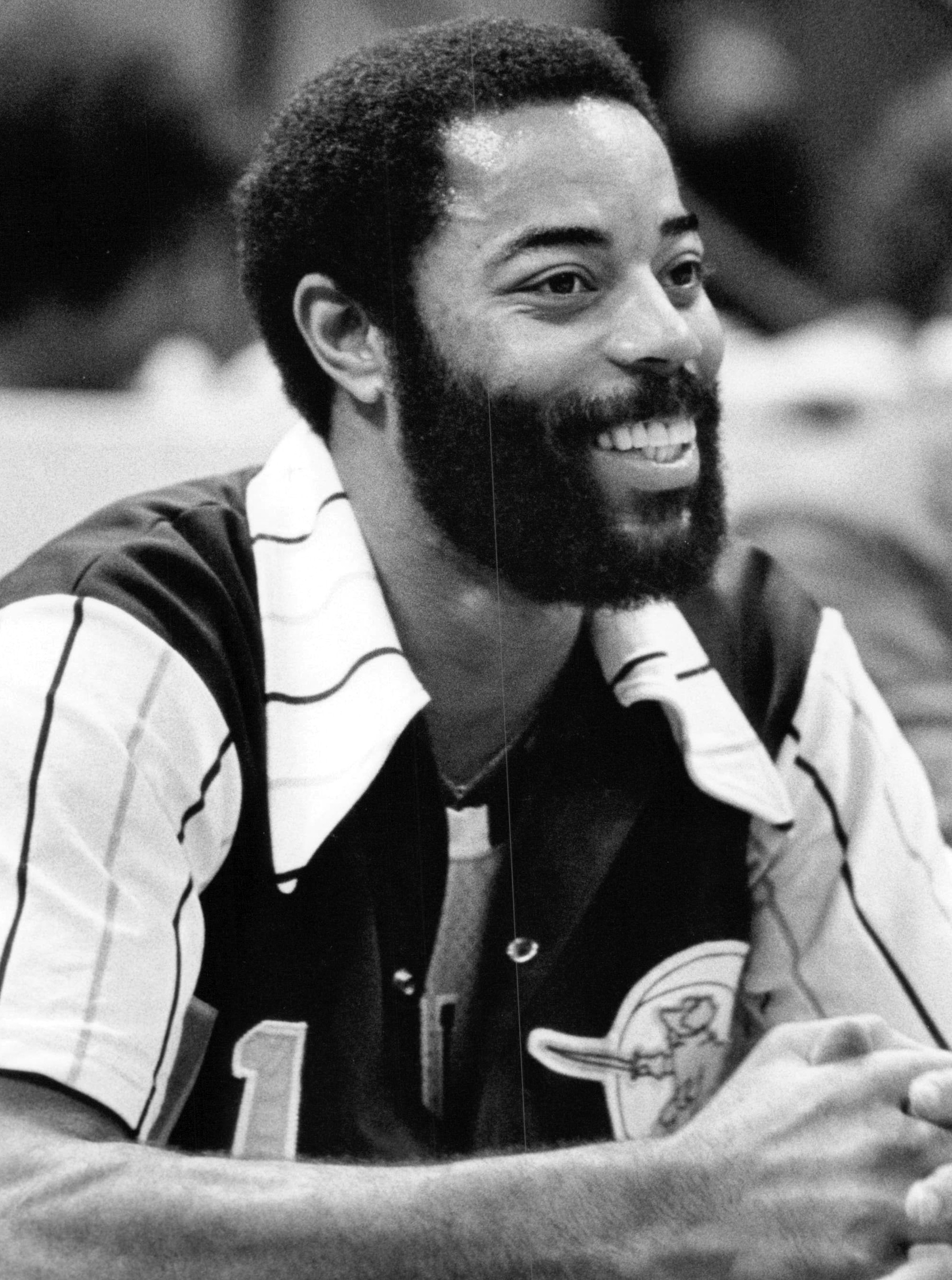
Walt Frazier wurde als 5. Pick von den New York Knicks ausgewählt.

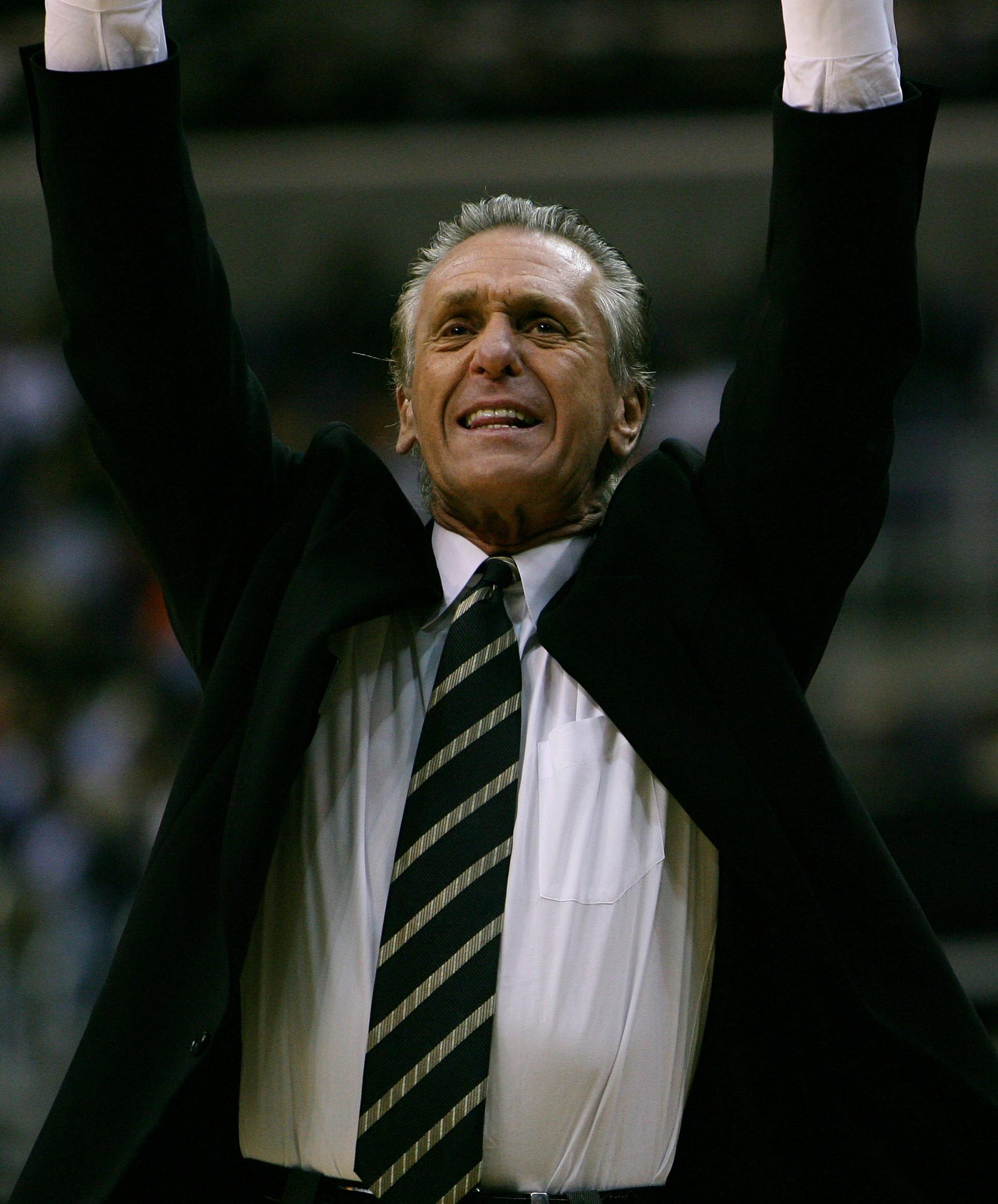
Pat Riley wurde als 7. Pick von den San Diego Rockets ausgewählt.

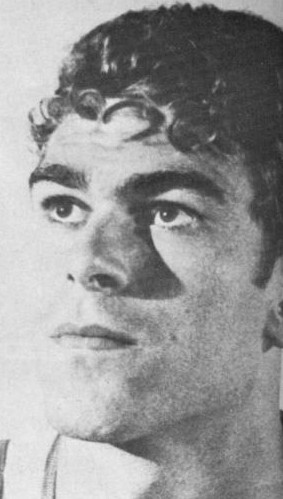
Phil Jackson wurde als 17. Pick von den New York Knicks ausgewählt.

| Pick | Name              | Pos. | Nationalität       | Team                                  | vorheriges Team/College |
| ---- | ----------------- | ---- | ------------------ | ------------------------------------- | ----------------------- |
| 1    | Jimmy Walker      | G    | Vereinigte Staaten | Detroit Pistons                       | Providence              |
| 2    | Earl Monroe       | G    | Vereinigte Staaten | Baltimore Bullets                     | Winston-Salem State     |
| 3    | Clem Haskins      | G    | Vereinigte Staaten | Chicago Bulls                         | Western Kentucky        |
| 4    | Sonny Dove        | F    | Vereinigte Staaten | Detroit Pistons (von den Los Angeles) | St. John’s              |
| 5    | Walt Frazier      | G    | Vereinigte Staaten | New York Knicks                       | Southern Illinois       |
| 6    | Al Tucker         | F    | Vereinigte Staaten | Seattle SuperSonics                   | Oklahoma Baptist        |
| 7    | Pat Riley         | G/F  | Vereinigte Staaten | San Diego Rockets                     | Kentucky                |
| 8    | Tom Workman       | F/C  | Vereinigte Staaten | St. Louis Hawks                       | Seattle                 |
| 9    | Mel Daniels       | C    | Vereinigte Staaten | Cincinnati Royals                     | New Mexico              |
| 10   | Dave Lattin       | F/C  | Vereinigte Staaten | San Francisco Warriors                | Texas Western           |
| 11   | Mal Graham        | G    | Vereinigte Staaten | Boston Celtics                        | NYU                     |
| 12   | Craig Raymond     | C    | Vereinigte Staaten | Philadelphia 76ers                    | Brigham Young           |
| 13   | Jimmy Jones       | G/F  | Vereinigte Staaten | Baltimore Bullets                     | Grambling               |
| 14   | Steve Sullivan    | F    | Vereinigte Staaten | Detroit Pistons                       | Georgetown              |
| 15   | Byron Beck        | F/C  | Vereinigte Staaten | Chicago Bulls                         | Denver                  |
| 16   | Randolph Mahaffey | F    | Vereinigte Staaten | Los Angeles Lakers                    | Clemson                 |
| 17   | Phil Jackson      | F/C  | Vereinigte Staaten | New York Knicks                       | North Dakota            |
| 18   | Bob Netolický     | F/C  | Vereinigte Staaten | San Diego Rockets                     | Drake                   |
| 19   | Bob Rule          | F/C  | Vereinigte Staaten | Seattle SuperSonics                   | Colorado State          |

## Weitere Picks
Die folgende Liste enthält Spieler, die mindestens ein NBA-Spiel bestritten haben.
| Pick | Name           | Pos. | Nationalität       | Team                   | vorheriges Team/College |
| ---- | -------------- | ---- | ------------------ | ---------------------- | ----------------------- |
| 24   | Gary Gregor    | F/C  | Vereinigte Staaten | New York Knicks        | South Carolina          |
| 25   | Bob Verga      | G    | Vereinigte Staaten | St. Louis Hawks        | Duke                    |
| 26   | Gary Gray      | G    | Vereinigte Staaten | Cincinnati Royals      | Oklahoma City           |
| 27   | Bill Turner    | F    | Vereinigte Staaten | San Francisco Warriors | Akron                   |
| 31   | Nick Jones     | G    | Vereinigte Staaten | San Diego Rockets      | Oregon                  |
| 34   | Jim Burns      | G    | Vereinigte Staaten | Chicago Bulls          | Northwestern            |
| 35   | Cliff Anderson | G/F  | Vereinigte Staaten | Los Angeles Lakers     | Saint Joseph’s          |
| 38   | Louie Dampier  | G    | Vereinigte Staaten | Cincinnati Royals      | Kentucky                |
| 39   | Bob Lewis      | G    | Vereinigte Staaten | San Francisco Warriors | North Carolina          |
| 45   | Paul Long      | G    | Vereinigte Staaten | Detroit Pistons        | Wake Forest             |
| 51   | Mike Lynn      | F    | Vereinigte Staaten | San Francisco Warriors | UCLA                    |
| 54   | Plummer Lott   | G/F  | Vereinigte Staaten | Seattle SuperSonics    | Seattle                 |
| 63   | Dale Schlueter | C    | Vereinigte Staaten | San Francisco Warriors | Colorado State          |
| 80   | Ed Manning     | F    | Vereinigte Staaten | Baltimore Bullets      | Jackson State           |
| 81   | George Carter  | G/F  | Vereinigte Staaten | Detroit Pistons        | St. Bonaventure         |
| 96   | Ed Biedenbach  | G    | Vereinigte Staaten | St. Louis Hawks        | North Carolina State    |
| 100  | Ron Filipek    | F    | Vereinigte Staaten | Philadelphia 76ers     | Tennessee Tech          |
| 110  | Rick Weitzman  | G    | Vereinigte Staaten | Boston Celtics         | Northeastern            |
| 128  | Mike Riordan   | G/F  | Vereinigte Staaten | New York Knicks        | Providence              |
| 162  | Roland West    | G    | Vereinigte Staaten | Baltimore Bullets      | Cincinnati              |